# Die Au
Die Au ist eine Band aus Oberösterreich.
Im Jahr 2012 war die Band für den FM4 Award, der im Rahmen des Amadeus Austrian Music Award verliehen wird, nominiert.

## Diskografie

### Alben
- 2011: Aufeinwort, Tonträger Records

### Singles & EPs
- 2011: Huckey / Die Au - Auswärtssieg / OM, Tonträger Records